# Bourbon County (Kansas)
Bourbon County is een county in de Amerikaanse staat Kansas.
De county heeft een landoppervlakte van 1.650 km² en telt 15.379 inwoners (volkstelling 2000). De hoofdplaats is Fort Scott.